# Nápojová plechovka

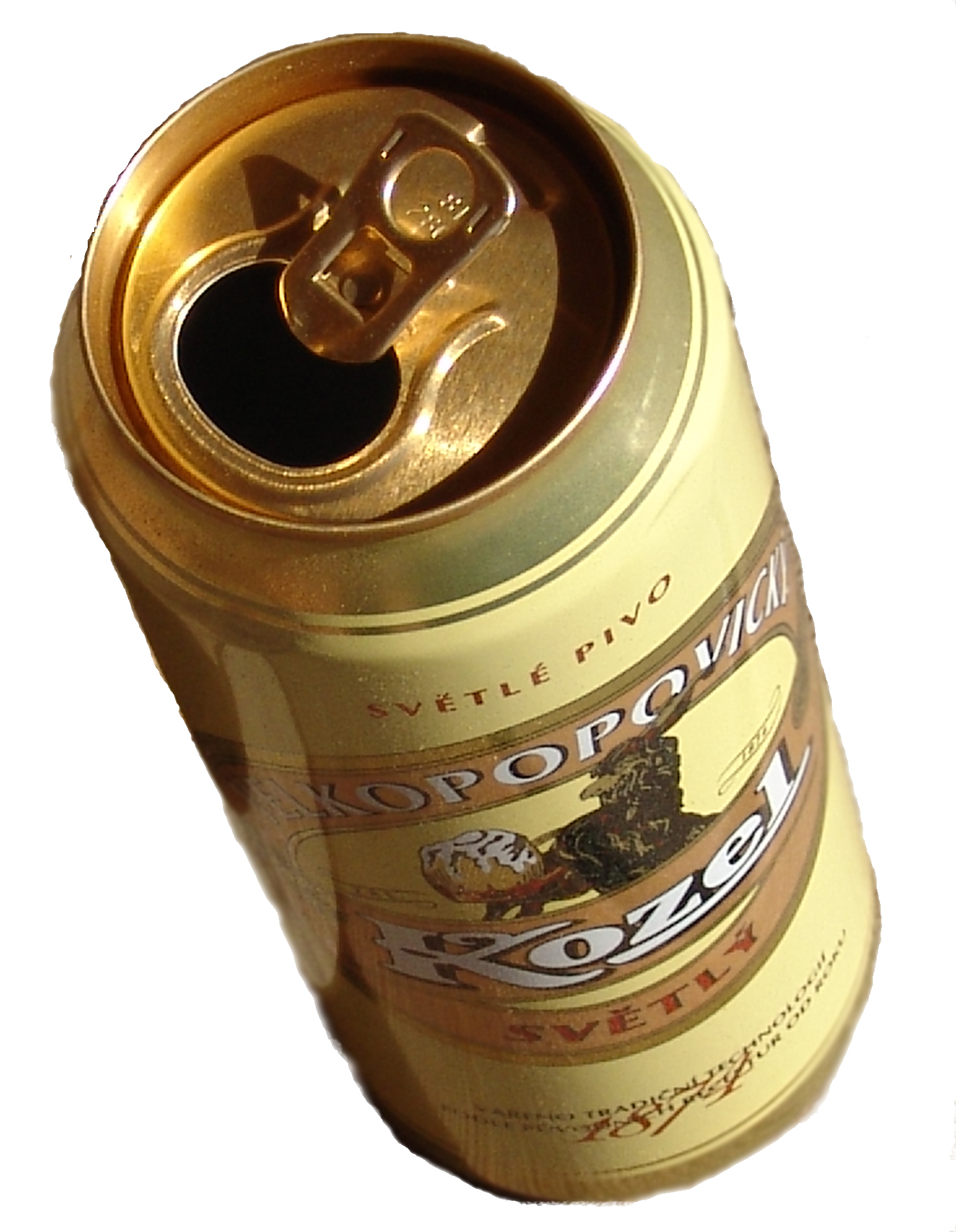
Plechovka s českým výrobkem

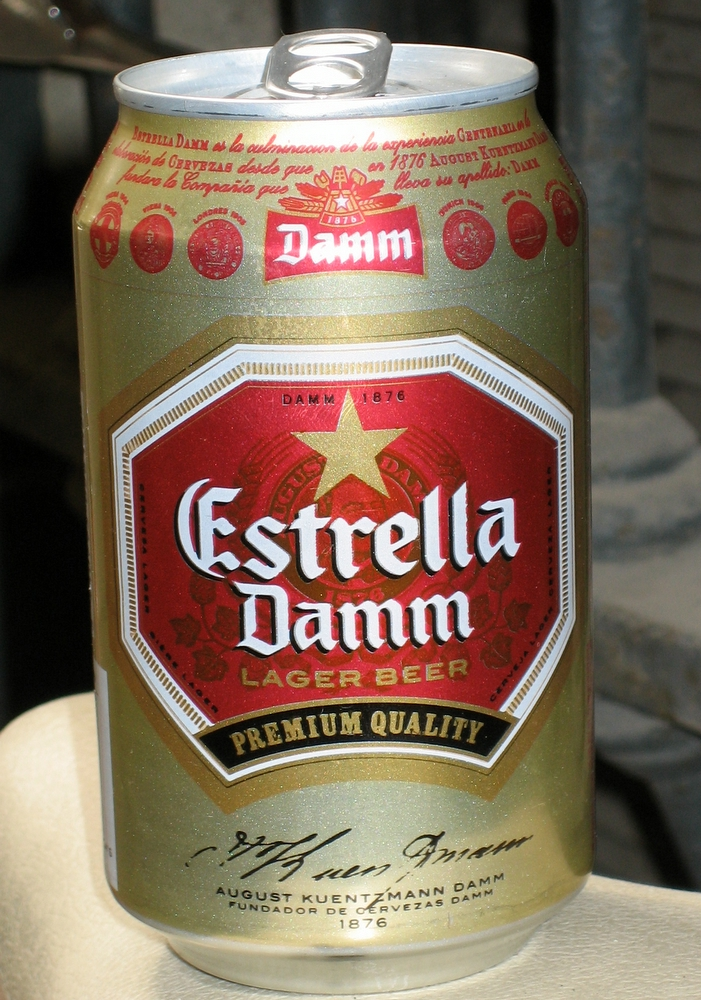
Plechovka zahraniční

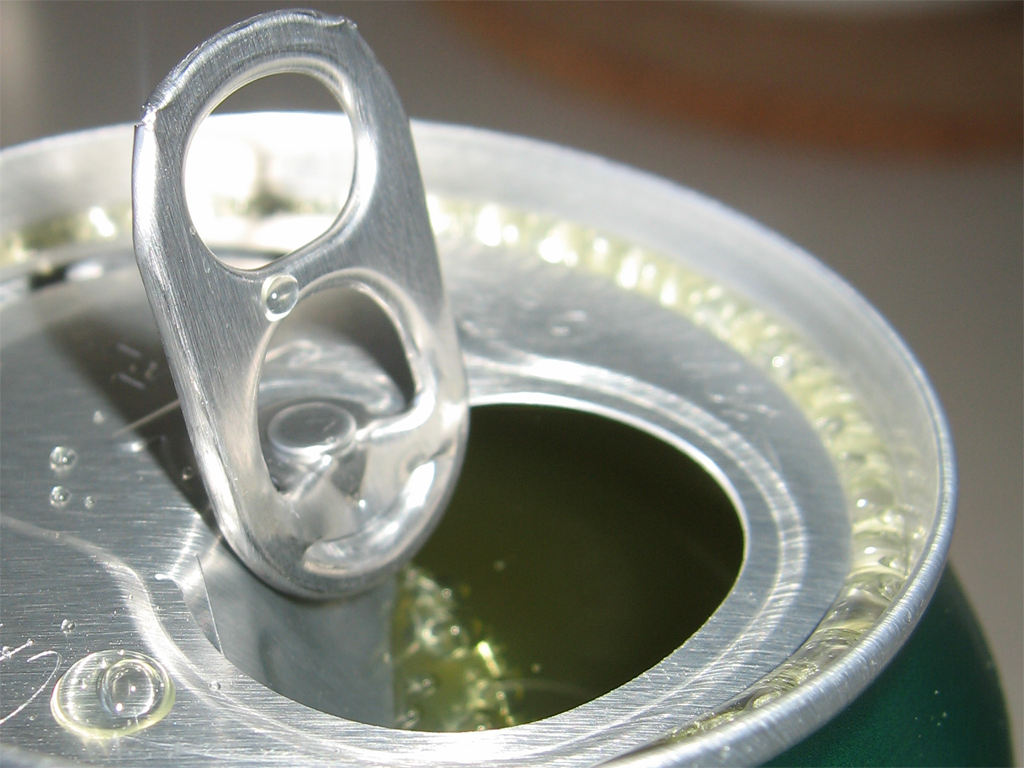
Plechovka otevřená

Nápojová plechovka je společně s lahvemi a nápojovými kartony nejběžnější malospotřebitelský obal pro nápoje. Slouží pro transport nápojů i jako nádoba na pití. Plechovky se používají především pro nápoje sycené oxidem uhličitým jako je pivo a nápoje na bázi koly. Moderní nápojové plechovky jsou vyrobeny jako jednodílné válcové nádoby z hliníku nebo bílého plechu, uzavřené zalemovaným hliníkovým víčkem. Ve víčku je oválný prolis s přinýtovaným kovovým očkem. Kovové očko při zvedání tlačí na část víčka uvnitř prolisu. Protože materiál víčka je v linii prolisu zeslabený, páčením za pomoci očka se odtrhne a ohne dovnitř plechovky. Tím se otevře oválný otvor pro pití. V Evropě nejrozšířenější velikosti plechovek jsou 0,33 litru a 0,5 litru. Vedle toho existují také pětilitrové soudky na pivo. Ze soudků se ale pivo čepuje výčepním ventilem. Další ve světě rozšířené velikosti jsou 0,15 litru podávané v letadlech, 0,25 litru pro energetické nápoje, 0,355 litru neboli 12 uncí, což je oblíbená velikost v USA. Nápojové plechovky odolávají vnitřnímu tlaku do 6 Bar a disponují díky dovnitř prohnutému dnu bezpečnostní rezervou. Než plechovka přetlakem praskne, vyboulí se dno a zvětší tak vnitřní prostor.

## Historie
Nápad nabízet nápoje v konzervových plechovkách pochází z dob prohibice v USA. Po skončení prohibice v roce 1933 se začalo nabízet pivo v obyčejných konzervových plechovkách. K nim byl přibalen otvírák, se kterým se do víčka prorazil trojúhelníkový otvor. Zkušební prodej byl úspěšný a tak se rozšiřoval. Ve stejném roce 1933 vyvinul jeden z velkých amerických pivovarů plechovku podobnou lahvi s kónický krytem a korunkovým uzávěrem. V této podobě nabízela nápojové plechovky od roku 1937 i jedna německá firma. Nestačily se rozšířit, protože brzy byly veškeré kovy v Německu spotřebovávány zbrojním průmyslem. Po druhé světové válce obnovila stejná firma výrobu už se zjednodušenými plechovkami ze tří dílů (dno, korpus, víčko), uzavíranými korunkovým uzávěrem. První nápojové plechovky z hliníku se dostaly do prodeje v roce 1958. U těch bylo dno i s korpusem z jednoho kusu. K němu se lemováním připevnilo víko. Zpočátku byly lisovány z plechu, v roce 1966 přišly na trh hlubokotažené hliníkové plechovky, v podstatě provedení užívaného dodnes. Od roku 1962 jsou nápojové plechovky vybavené otvory pro pití, které je možné otevřít bez nástrojů. Vystřídalo se několik typů odtrhovacích uzávěrů. V dnešním provedení se plechovka otevírá promáčknutím části víka dovnitř. První nápojové plechovky s nealkoholickým nápojem obsahovaly od roku 1948 Pepsi-Colu. Současné plechovky jsou výrazně lehčí než jejich předchůdkyně. Zatímco ve 30. letech vážily plechovky přibližně 100 gramů, okolo roku 1950 asi 80 gramů. Moderní nápojové plechovky váží zhruba 25 gramů (pro objem 0,33 litru) a jejich stěna má tloušťku jen 0,08 mm. Uvnitř plechovek je plastová vrstva, která často obsahuje bisfenol A.

## Výroba plechovky
Výroba začíná pokrytím pásu hliníku mazadlem a vystřižením odpovídající kotoučků, ze kterých vznikne korpus. Nejprve vznikne mělká miska, která je protlačována několika stále menšími kruhovými kalibry. Tím je miska zformována do hluboké a tenkostěnné válcové nádoby. Na výstupu z tvářecího stroje se vylisuje tvarované dno. Následně je polotovar ostřižen a očištěn od mazadla. Plechovka se zvenčí nalakuje a ofsetovou technikou potiskne. Po uschnutí laku proběhne nástřik vnitřního ochranného laku a opětovné sušení. Vnitřní lak slouží jako protikorozní ochrana a brání změnám chuti nápoje. Pro vložení víčka, které má menší průměr, než vlastní plechovka, se okraj plechovky v několika pracovních krocích zúží a materiál hrdla se ztenčí. Pro spolehlivé spojení plechovky s víčkem se musí okraj ještě prohnout ven. Po nalakování dna a případném druhém lakování vnitřku jsou plechovky připraveny pro naplnění. Do stáčírny nápojů se korpusy plechovek i víčka dodávají odděleně. Na naplněné plechovky se zalemováním připevní víčko. Protože je okraj plechovky přehnutý, okraj víčka také, tvoří spojení víčka s korpusem několik prolisovaných vrstev kovu.

## Prodejní balení
Nápojové plechovky jsou často baleny po skupinách do smrštitelné fólie. Pro zpevnění tohoto typu balení se plechovky většinou nejprve vloží do nízké krabice bez víka a teprve s krabicí se balí do fólie. Pro třetinkové plechovky piva se také užívá balení slangově nazývané "sixpack". Šest plechovek je spojeno plastovou síťkou s odnosným uchem. Teprve tato sestava je zabalena do smrštitelné fólie.

## Jiné využití
- Také nápojové plechovky jsou díky svému pestrobarevnému potisku často předmětem sběratelství.
- Jako tříděný odpad se dají vykupovat ve sběrně za cenu cca 14 Kč za 1 kg, při hmotnosti moderních plechovek o objemu 0,5 l je to asi 40 plechovek. 0,33 l hliníkové plechovky váží 16–21 gramů, tzn. že 1 kg je asi 50–60 plechovek.